# Nissan Maxima
Nissan Maxima – samochód osobowy produkowany przez japoński koncern Nissan Motor. Zaliczany do klasy średniej-wyższej (segment E). Model zadebiutował w 1976 roku jako ulepszona wersja modelu Bluebird, od roku 1980 model został przeniesiony na wydzielone dla niego linie produkcyjne. Do 2004 roku Maxima była głównie produkowana w Oppamie, po 2004 roku została otwarta fabryka w Smyrna, w stanie Tennessee.
Na różnych kontynentach niektóre wersje Maximy nosiły nazwy: Cefiro lub Laurel.

## 1976–1980
Produkcja Maximy została zainicjowana przez Nissana Bluebird Maxima, model był dostępny w USA jako Datsun 810 od lutego 1977 roku. Dostępne były dwie jednostki napędowe R6, SOHC 2,0 l który przeznaczoną na rynek japoński oraz 2,4 l (stosowany w Nissanie Datusn 240Z) przeznaczoną na rynek amerykański. Podstawowy model wyposażony był w gaźnik, w wersji sportowej stosowano wtrysk paliwa. Samochód wyposażony był w napęd tylny. W roku 1979 zaprezentowano 2-drzwiowe coupé - wersja charakteryzowała się odświeżoną stylistyką nadwozia.

## 1981 – 1984 Pierwsza generacja
W roku 1981 w nowym modelu po raz pierwszy użyto nazwy Maxima. Był to w zasadzie Bluebird 910 oferowany na rynek japoński z wydłużonym o 10 cm przodem. Przez pierwszy rok samochód sprzedawany był w dwóch wersjach, 810 Deluxe oraz 810 Maxima, od roku 1982 wszystkie modele 810 nosiły już nazwę Maxima. W roku 1984, ostatnim roku produkcji Maximy I generacji, amerykański Datsun zaczął nosić znaczek Nissana (tylko rocznik 1984 posiadał oba znaczki na tyle auta, "Nissan" oraz "Datsun").

## 1985 – 1988 Druga generacja
Pod koniec 1984 została zaprezentowana nowa wersja Nissana Maximy bazująca na modelu Bluebird U11, była to pierwsza wersja przednionapędowa. Model ten wyposażony był w trzylitrowy silnik VG30E V6 (157 KM - 119 kW) oraz czterobiegową skrzynie automatyczną lub pięciobiegową skrzynie manualną. Silnik ten był pierwszym masowo produkowanym japońskim V6, w który był wyposażany również Nissan 300ZX. Druga generacja Maximy zaliczała się do segmentu samochodów kompaktowych. W roku 1988 została zakończona produkcja modelu w wersji kombi, która była dostępna od modelu Datsun 810.

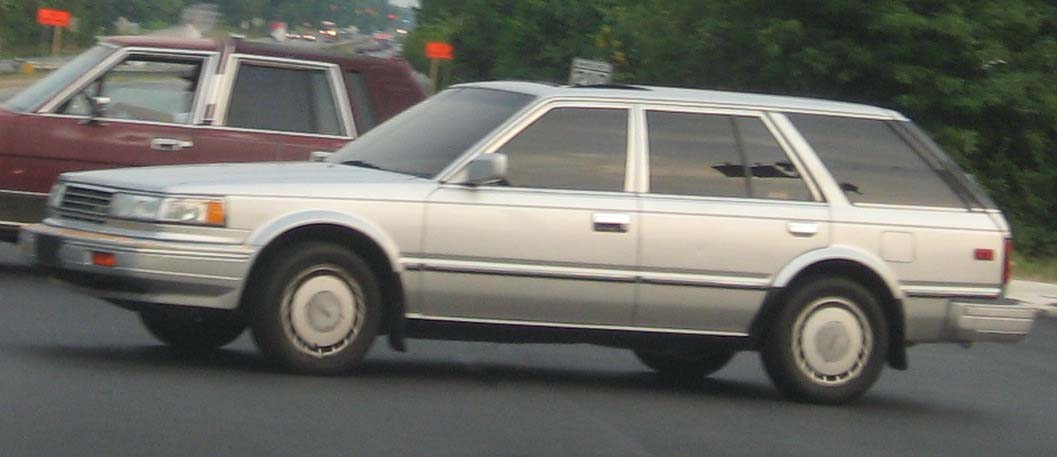
1987-1988 Nissan Maxima kombi

## 1989 – 1994 Trzecia generacja
Trzecia generacja Maximy była produkowana w latach 1989–1994. Dostępne były dwie wersje, amerykańska – luksusowa oraz europejska. Nadwozie oznaczono symbolem J30 (nie mylić z Infiniti J30). Był to pierwszy japoński samochód przekraczający szerokością japoński limit 67 cali (1701,8 mm) co czyniło Maximę bardziej komfortową dla pasażerów. W porównaniu do II generacji zawieszenie stało się twardsze (bardziej sprężyste) co pozytywnie wpłynęło na pokonywanie zakrętów, w kwestii bezpieczeństwa w drzwiach pojawiły się wzmocnienia, a za dopłatą można było zamówić poduszkę powietrzną, system ABS był standardowy. Automatyczna skrzynia biegów posiadała 3 tryby pracy. 5 biegowa skrzynia manualna została doskonale wystopniowana. Bagażnika o pokaźnych rozmiarach 510 litrów nie było można powiększyć przez złożenie tylnych foteli. Bagażnik można było otwierać zdalnie po przekręceniu kluczyka. Nissanowi Maximie w latach jego produkcji zarzucano spore natężenie hałasu podczas szybkiej jazdy, a to poprzez źle skonstruowane nadwozie pod względem aerodynamicznym (strugi powietrza opływającego nadwozie).
Maxima trzeciej generacji była w pierwszej kolejności zaprezentowana na rynek europejski zastępując model Laurel. Wersje oferowane na Europę:
- 3.0
- 3.0 S
- 3.0 SE

Wszystkie australijskie wersje posiadały wyłącznie skrzynię automatyczną oraz silnik VG30DE.
Wersje sprzedawane w Japonii oraz Europie wyposażone były w 5 biegową skrzynię manualną jako opcję, wersje na Amerykę Północą oraz Australię były standardowo wyposażane w skrzynię automatyczną. Maxima sprzedawana w Nowej Zelandii była wyposażana w skrzynię manualną.
Rzeczą wyróżniającą J30 od modeli produkowanych do 2004 roku jest niezależne tylne zawieszenie. Silnika z tej generacji Maximy użyto w sportowym aucie z 1989 roku Nissanie 300 ZX dodatkowo wyposażono go w dwie turbosprężarki.

## Silnik i specyfikacja Nissana Maximy (1989-1994)
| Silniki benzynowe | Silniki benzynowe | Silniki benzynowe                  | Silniki benzynowe                         | Moc / Nm                       | Moc / Nm              | Osiągi          | Osiągi              | Osiągi                     |
| Model             | Wersja            | Silnik                             | Skrzynia biegów                           | Moc maksymalna                 | Maksymalny moment Nm  | 0–100 km/h      | Prędkość maksymalna | Średnie zużycie paliwa (l) |
| ----------------- | ----------------- | ---------------------------------- | ----------------------------------------- | ------------------------------ | --------------------- | --------------- | ------------------- | -------------------------- |
| 3.0               | limuzyna          | VG30DE 6-cylindrowy, 2960 cm³, 12v | 5-biegowa manualna 4-biegowa automatyczna | 125 kW / 170 KM @ 5600 obr/min | 248 Nm @ 2800 obr/min | 8,7 sek 9,3 sek | 220 km/h 218 km/h   | 9,9 l 10,9 l               |

## 1995 – 1999 Czwarta generacja
Maxima czwartej generacji oznaczona została symbolem A32. Występowały dwie wersje, europejska (QX) oraz amerykańska (GE, GLE, GXE). Podstawową jednostkę napędową stanowił trzylitrowy motor V6 VQ30DE o mocy 193 KM EU i 190 KM US. Na rynek europejski wydana została również oszczędniejsza jednostka 2.0 140 KM VQ20DE.
W 1997 model zza oceanu przeszedł lifting, wzrosły wymiary nadwozia, wnętrze przeszło delikatne zmiany. Różnice wersji QX w modelach 1995-1997 do modeli 1997-1999 to między innymi: listwy boczne w kolorze nadwozia, czerwone wskazówki zegarów, trzecie światło stop, głośniki wysokotonowe przeniesione ze słupków w drzwi boczne, boczne poduszki powietrzne umieszczone w fotelach (modele po lifcie posiadają w sumie 4). Skrzynia automatyczna charakteryzowała się wysoką wytrzymałością oraz bardzo dobrymi parametrami. Głównie dla europejskich konsumentów przewidziana była 5-biegowa przekładnia manualna, ale można również spotkać sportowe modele Maximy w Stanach Zjednoczonych. Opcjonalnie można było zamówić system Audio Bose. Auto występowało w Filmie „Szybcy i wściekli” w stylizacji JDM.

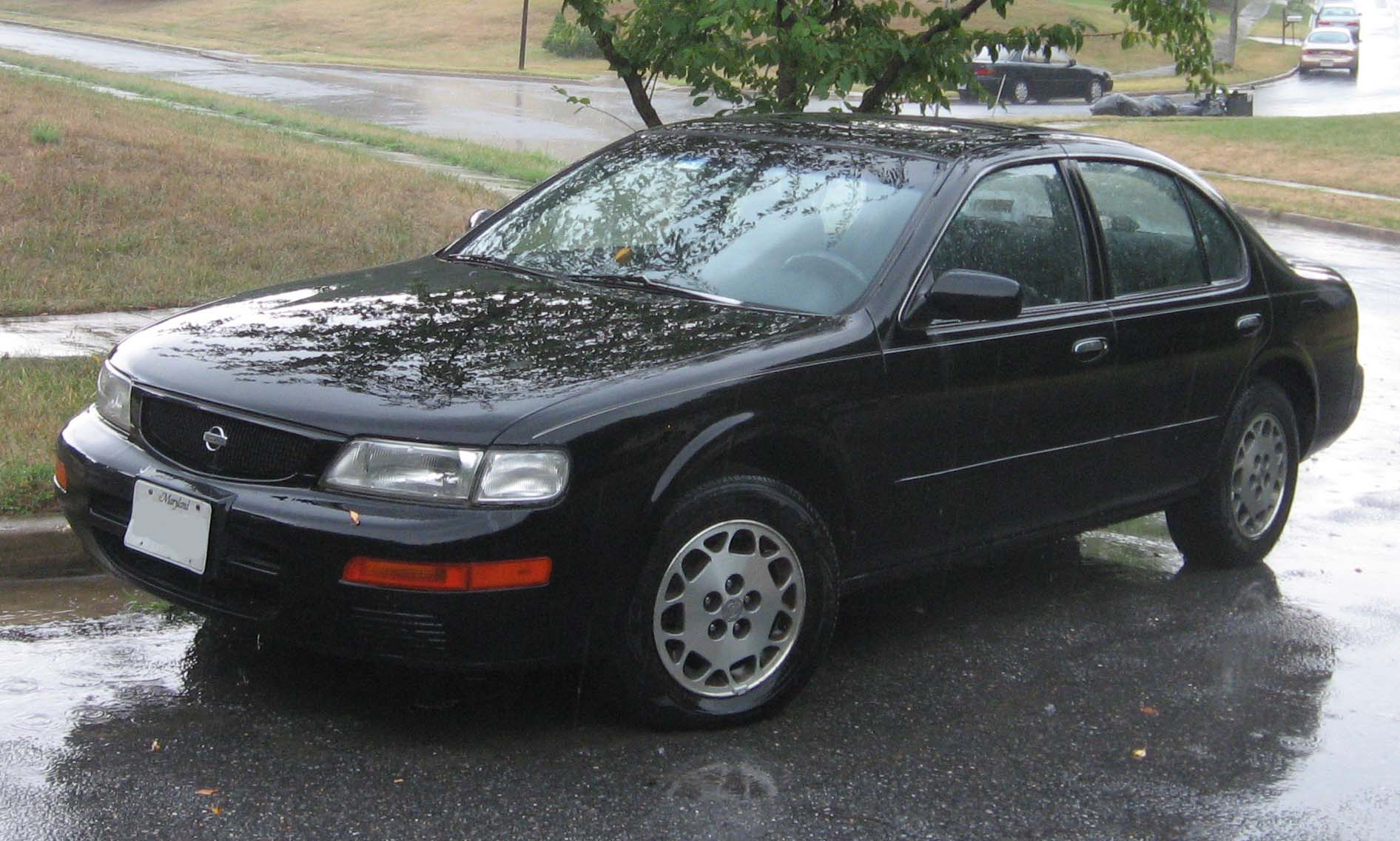
1995-1999 Nissan Maxima - wersja amerykańska

## 2000 – 2004 Piąta generacja
Tak jak w latach 90. Nissan postanowił wyodrębnić dwie wersje A33 (EU i USA). Są to ostatnie Maximy produkowane w Japonii (2000-04), ponieważ następne modele składane były w USA w fabryce Tennessee.
Wersja europejska wyróżniała się nową stylistyką na tle konkurencji. W swojej gamie silników producent oferował dwulitrowy 140-konny silnik oraz trzylitrowy motor o mocy 200 koni. Do obydwu jednostek konstruktorzy montowali 5-biegową przekładnię manualną oraz 4-biegowy automat o różnych trybach pracy. Producent oznajmił, iż automat do tego modelu był specjalnie zaprojektowany, natomiast użytkownicy mają pewne zastrzeżenia co do jego trwałości. Na rynku europejskim zrezygnowano z nagłośnienia systemu Audio Bose.
W 2004 zakończono produkcję Maximy na rynek europejski. Podobna politykę przyjęła Toyota z modelem Camry. Zdaniem producentów auta cieszyły się zbyt małą popularnością, nie tak jak za oceanem. Prawdopodobnie głównym powodem była zbyt wysoka cena, która oscylowała w granicach 180 tys. zł. (dla porównania cena w USA 20-30 tys. USD).
Wersja amerykańska początkowo bazowała technicznie na poprzedniku A32. Do wyboru oferowano 5-biegową przekładnie manualną oraz 4-biegowy automat w połączeniu z jedynym dostępnym trzylitrowym motorem VQ30DE-K o mocy 222-227 KM. 
W 2002 został wprowadzony nowy 3,5-litrowy silnik VQ35DE o mocy 255 KM. Do przeniesienia napędu użyto 5-biegowego automatu oraz nowej 6-biegowej przekładni manualnej (10% ogólnej sprzedaży). Sprzężenie 3,5 litrowego silnika z manualną przekładnią pozwalało rozpędzić pojazd w zaledwie 5.9s do 100 km/h.Opcje dodatkowe: System Audio Bose, Reflektory ksenonowe HID. W 2003 wyszła specjalna edycja Titanium (dedykowane koła i wnętrze), również tak jak edycja Meridian (podgrzewane siedzenia i koło kierownicy, system nawigacji GPS).

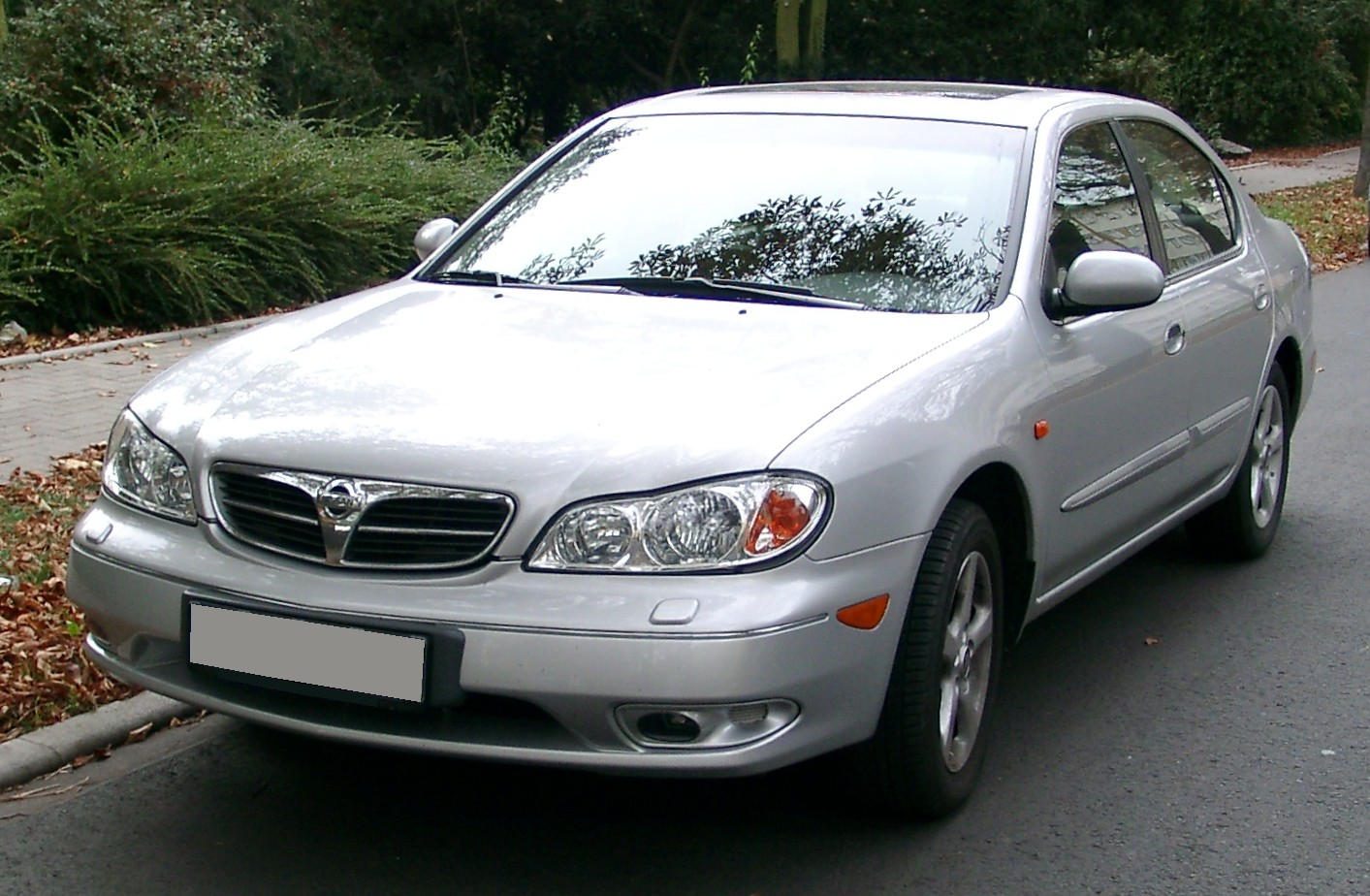
Nissan Maxima V (wersja europejska)
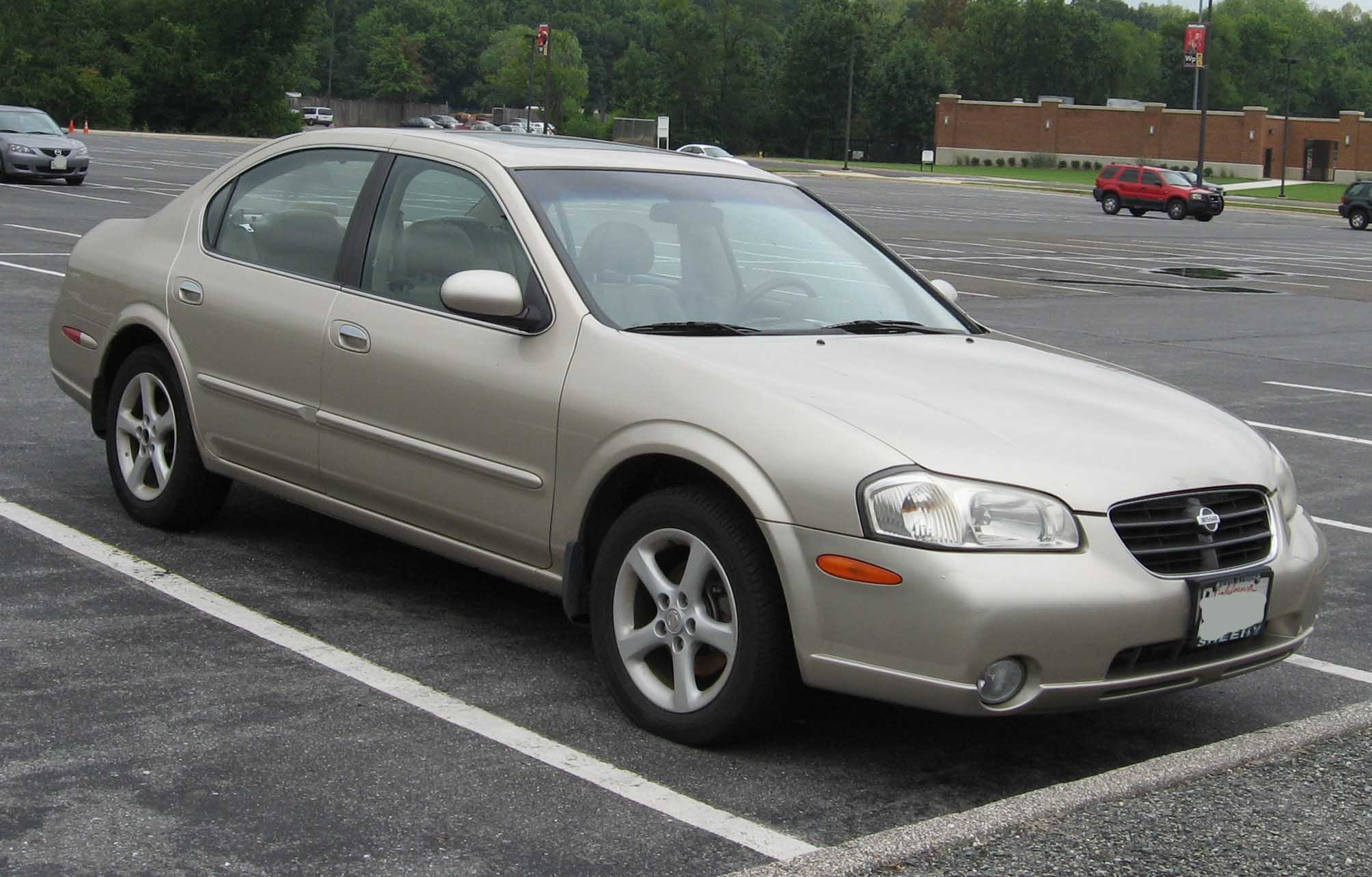
Nissan Maxima V (wersja amerykańska)

## 2004 – 2008 Szósta generacja
Szósta generacja Nissana Maximy została wprowadzona na rynek w 2004 roku. Do napędu służyły dwa silniki benzynowe V6, 3.0 VQ30DE i 3.5 VQ35DE i mocach odpowiednio 200 i 265 koni. Były sprzęgnięte z 5-biegowym automatem lub 6-biegową skrzynią ręczną. Moment obrotowy 340 Nm osiągany był przy 4300 obr./min. W porównaniu do poprzednika był bardziej luksusowy. W standardzie można było otrzymać skórzaną tapicerkę, elektrycznie regulowane i sterowane lusterka, elektrycznie regulowaną kierownicę podgrzewaną, elektryczne szyby, elektryczne fotele podgrzewane, chłodzone i wentylowane z funkcją pamięci, reflektory ksenonowe HID, automatyczną klimatyzację dwu- lub czterostrefową (opcja), alufelgi 18-calowe, system audio Bose, przyciemnione szyby, otwieraną i zamykaną automatycznie klapę bagażnika itd. Samochód bazował na podzespołach i częściach Nissana 350Z, natomiast płyta podłogowa była taka sama jak w Infiniti G35. Sprzedaż w Europie zakończono ze względu na lepszą sprzedaż w Stanach Zjednoczonych. Koniec produkcji nastąpił w 2008 roku. Następca Maximy A34 to Maxima A35.

## 2009-2015 – siódma generacja
7. generacja modelu nosi oznaczenie A35. Samochód został zaprezentowany po raz pierwszy 2008 na New York International Auto Show. Jest to drugi model Nissana oznaczony hasłem 4DSC – 4-door sports car. Jest produkowany w Stanach Zjednoczonych w Tennessee w mieście Smyrna.
Do napędu użyto tylko jednej jednostki napędowej - V6 3.5 VQ35DE. Według specyfikacji dostępnej na stronie Nissana auto dysponuje mocą 290 KM przy 6400 obr./min oraz momentem obrotowym 354 Nm przy 4400 obr./min. Do przeniesienia napędu użyto automatycznej skrzyni biegów CVT (Continuously Variable Transmission). Manualna przekładnia nie jest już oferowana, ponieważ sprzedano zaledwie 8% takich wersji. Oferowane jest w dwóch wersjach wyposażenia, S i SV.
Auto jest oferowane wyłącznie na rynek amerykański. W USA cena tego auta kształtowała się na początku od 28 do 36 tys. dolarów. Podczas kryzysu lato/jesień 2008 koncern zdecydował podnieść cenę o 2000 dolarów.
W 2010 Nissan planuje przywrócenie Maximy na rynek europejski dodając do gamy silników oszczędnego diesla, który zostanie opracowany razem z zaprzyjaźnionym koncernem Renault. Prawdopodobnie będą to silniki o pojemności 2,2 i 3,0 i mocy 170 i 245 KM

## od 2015 – ósma generacja
Od 2015 roku produkowana jest ósma generacja o oznaczeniu kodowym A36. Maxima została zaprezentowana na targach New York International Auto Show w kwietniu 2015.
W listopadzie 2018 roku samochód przeszedł delikatny facelifting (rok modelowy 2019).
Auto jest dostępne w następujących wersjach wyposażeniowych: S, SV, SL, SR, Platinium, Platinum Reserve. 